# Avitus
Marcus Maecilius Flavius Eparchius Avitus (c. 395 – 456) was West-Romeins keizer van 9 juli 455 tot 17 oktober 456.
Avitus werd geboren uit een Gallo-Romeinse senatorenfamilie. Zijn dochter Papianilla trouwde met Sidonius Apollinaris. Zijn kleinzoon was de dichter Avitus van Vienne.
Avitus onderhield vriendschappelijke banden met de Visigoten, hij was bevriend met hun koning Theodorik II.

## Opkomst
Avitus diende als officier in het leger van magister militum Flavius Aëtius. Hij was betrokken bij een aantal van diens militaire expedities, o.a. de veldtocht tegen de Juthungen (430-431) en de veldtocht tegen de Bourgonden (436). In 437 bereikte hij de rang van generaal in het leger en in 439 kreeg Avitus de hoge bestuurlijke functie van Praefectus praetorio van de Prefectuur Gallia. Een ander belangrijk wapenfeit was zijn deelname aan de strijd tegen de Hunnen. Samen met zijn vriend Theodorik II, koning van de Visigoten, vocht hij mee in de Slag op de Catalaunische Velden. Na de moord op Aëtius in 454 werd hij door keizer Petronius Maximus benoemd tot magister militum. Maximus stuurde Avitus in het voorjaar 455 met een diplomatieke opdracht naar het hof van Theodorik in Toulouse. Het doel van deze missie was steun verwerven voor de nieuwe keizer door de foederati-verdragen met de Visigoten te hernieuwen.

### Benoeming tot keizer
Terwijl Avitus aan het hof van Theodorik verbleef, kwam het nieuws van de plundering van Rome door Geiseric en de dood van Petronius Maximus op 31 mei 455, waarmee Petronius Maximus' regering ten einde kwam. Theodorik spoorde Avitus aan de keizerskroon voor zich op te eisen, hetwelk vervolgens gebeurde ten overstaan van de Gallo-Romeinse senatoren. Op 9 juli 455, werd hij door de soldaten tot keizer uitgeroepen.

### Consolidatie van zijn macht
Avitus zijn politieke macht in het westen was beperkt. Om zijn doelen te kunnen bereiken had de nieuwe keizer de steun nodig van zowel de burgerlijke instellingen, de Romeinse senaat en de Oost-Romeinse keizer Marcianus, als die van het leger en de belangrijkste Germaanse foederati.
Avitus bleef drie maanden in Gallië om zijn macht te consolideren in de regio die het centrum van zijn steun was. Daarna vertrok hij naar Italië met een Gallisch leger, versterkt met een Gotische troepenmacht. Waarschijnlijk reisde hij eerst naar Noricum om het keizerlijke gezag in die provincie te herstellen, en ging vervolgens langs Ravenna. Hier wist hij de steun te verwerven van de generaals Recimer en Majorianus en hun legers. Van zijn Visigotisch bondgenoot Theodorik had hij al een grote troepenmacht toebedeeld gekregen. Op 21 september arriveerde Avitus uiteindelijk in Rome de hoofdstad van het westelijk deel.
Van het oostelijke rijksdeel daarentegen kwam weinig steun. De keizer in het oosten was niet bereid om met hem samen te werken en erkende bovendien Avitus' keizerschap niet. Van het begin af aan verliep het contact moeizaam. Toen op 1 januari 456 het consulaat van Avitus een aanvang nam, en zoals traditioneel het consulaat in het eerste jaar aan de nieuwe keizer was voorbehouden, werd zijn consulaat sine collega (zonder een tweede consul) niet erkend door de oostelijke rechtbank, die zelf twee andere consuls voordroegen, waaruit bleek dat de relatie tussen de twee helften van het rijk niet optimaal was.

### Africa en Hispania
Overzee van de Afrikaanse provincie viel gevaar te duchten. Hier was alle Romeinse macht verdwenen en heerste de Vandaalse koning Geiserik. Deze had de verdragen met het Romeinse rijk opgezegd en voerde openlijk oorlog tegen het rijk. Na de plundering van de hoofdstad gingen de invallen van Vandalen langs de Italiaanse kust onverminderd door. Avitus trof voorbereidingen om tegen de Vandalen ten strijden te trekken, maar in de oorlog die volgde had hij wisselend succes. Avitus' eigen inspanningen zorgden in eerste instantie voor een tijdelijk winterbestand met hen. Echter vernietigden de Vandalen in maart 456 de stad Capua en vielen daarna Sicilië binnen. Avitus stuurde Ricimer naar Sicilië om het eiland tegen de Vandalen verdedigen. Ricimer was succesvol en versloeg de Vandalen twee keer, één keer in een veldslag bij Agrigento en een andere in een zeeslag bij Corsica waarbij 60 Vandaalse schepen tot zinken werden gebracht.

Avitus pogingen om de Romeinse macht in Hispania te herstellen waren succesvoller.
 Onder leiding van hun oorlogszuchtige koning Rechiar hadden de Sueven na de dood van Aetius een groot deel van het Iberische schiereiland in handen gekregen. In eerste instantie probeerde Avitus via diplomatie Rechiar tot de orde te roepen. Toen dat niets opleverde stuurde hij een legermacht naar Hispania, versterkt met Frankische, Bourgondische en Visigotisch foederati-legereenheden. Vooral dankzij de hulp van zijn Visigotische bondgenoot Theodorik werden de Sueven op 9 oktober 456 in de Slag aan de Urbicus verslagen en opnieuw gedwongen als foederati de Romeinse hegemonie te erkennen.

## Ondergang
Avitus werd slachtoffer van zijn eigen succes in de Spaanse oorlog tegen de Sueven. Toen hij in de loop van 456 in de problemen kwam moest hij het doen zonder deze Visigotische steun. Hij kwam in moeilijkheden toen de kansen keerden in de oorlog tegen de Vandalen. Op zee bleken zij toch moeilijk te verslaan. De Vandalen blokkeerden met hun vloot Rome, zodat de voedselvoorziening van de stad gevaar liep. Avitus die nooit erg geliefd werd bij het volk, kwam daardoor in de problemen. Toen hij ook nog eens over te weinig liquide middelen beschikte om de soldij van zijn soldaten te betalen brak er een opstand uit bij het leger. Deze opstand werd geleid door Ricimer en Majorianus die daarmee kans zagen om zelf de macht naar zich toe te trekken. Avitus kwam ten val en vluchtte naar Arles. Daar schraapte hij wat troepen bijeen, maar moest het doen zonder de steun van de Visigotische koning Theodorik die met zijn leger in Spanje verbleef.
Met het leger dat hij in Gallië op de been bracht keerde Avitus terug naar Italië. Bij Placentia (Piacenza) werd hij verslagen en gevangengenomen. Niettemin werd zijn leven gespaard. Hij kreeg de bisschopstitel van Piacenza aangeboden op 17 of 18 oktober 456; niet zeker van zijn leven, vluchtte hij naar Gallië, doch stierf onderweg.
- Bibliothèque nationale de France: cb16297397x (data)
- Gemeinsame Normdatei: 1106839382
- Système universitaire de documentation: 085108154
- Virtual International Authority File: 211185360